# Tormenta de verano (película)
Tormenta de verano (Sommersturm en alemán) es una película alemana dirigida por Marco Kreuzpaintner y producida por Jakob Claussen. Se estrenó el 2 de septiembre de 2004 en Alemania.

## Argumento
Tobi (Robert Stadlober) y Achim (Kostja Ullmann) son dos adolescentes, amigos de toda la vida. Uno es timonel, el otro remero en un equipo juvenil de remo que participa en competencias estatales. Han celebrado numerosas victorias en el pasado y esperan con impaciencia disputar la gran regata de la región.
Pero ahora están en un campamento de verano junto a un lago, previo a la gran competencia, y han dejado de ser niños. Cuando se vuelve serio el flirteo de Achim con Sandra (Miriam Morgenstern), Tobi se da cuenta de que sus sentimientos para Achim son mucho más profundos de lo que quiere admitir. Se siente confuso, incómodo y cada vez más excluido. Su angustia crece cuando ve que Anke (Alicja Bachleda-Curus), amiga de Sandra, se interesa por él. 
Entonces, en lugar de tener como vecinos de campamento al equipo femenino berlinés tan esperado, llega un equipo de jóvenes gay que hacen gala de su condición. De repente, Tobi y sus compañeros se ven obligados a replantearse sus prejuicios, sus miedos, y quién sabe si sus deseos más secretos. A medida que sube la tensión, la confrontación entre los muchachos parece tan inevitable como la violenta tormenta que amenaza con descargar sobre el lago.

## Reparto
- Robert Stadlober
- Kostja Ullmann
- Alicja Bachleda-Curus
- Tristano Casanova
- Miriam Morgenstern
- Marlon Kittel
- Hanno Koffler
- Jürgen Tonkel
- Alexa Maria Surholt
- Jeff Fischer